# Station Zabierzów
Station Zabierzów is een spoorwegstation in de Poolse plaats Zabierzów.